# Julio César Estrada
Julio César Estrada, né à Mitú (Vaupés)[Quand ?], est un activiste, militant écologiste et homme politique colombien, dirigeant indigène du peuple Guananos (es) et sénateur depuis mai 2023.
Dirigeant indigène politique et social reconnu, il est l'un des cofondateurs et conseiller de l'Organisation nationale des peuples autochtones de l'Amazonie colombienne (OPIAC), secrétaire général de l'Organisation nationale autochtone de Colombie (es) entre 1990 et 1994, et l'un des dirigeants du conseil régional autochtone de Vaupés, en Amazonie.

## Biographie

### Dirigeant indigène du peuple Guananos et de l'Amazonie
Julio César Estrada est un dirigeant indigène reconnu du peuple Guananos (es), et reconnu pour avoir une grande connaissance, expérience et capacité de discussion.
Il est également un dirigeant social et écologiste de l'Amazonie et de la région de Vaupés. Il est l'un des cofondateurs et conseiller de l'Organisation nationale des peuples autochtones de l'Amazonie colombienne (OPIAC), secrétaire général de l'Organisation nationale autochtone de Colombie (es) entre 1990 et 1994.

### Parcours politique

#### Candidature échouée dans la circonscription indigène en 2014
Julio César Estrada se définit comme ni de gauche ni de droite politiquement, mais davantage comme écologiste. Lors des élections législatives de 2014, il est candidat au sein de la circonscription spéciale indigène au Sénat, avec l'investiture de l'Organisation nationale des peuples autochtones de l'Amazonie colombienne (OPIAC),.

#### Sénateur indigène
Lors des élections législatives de 2022 au Sénat, il est placé à la vingt-troisième place de la liste du Pacte historique. Il est investi par le parti du MAIS et le soutien de l'OPIAC.
Le 6 mai 2023, il est investi sénateur en tant que remplaçant du sénateur Roy Barreras (es), qui a perdu son siège d'élu[pourquoi ?].
En tant que sénateur, Julio César Estrada souhaite mettre en valeur l'Amazonie et le rôle culturel, politique et social des indigènes au sein de leurs territoires. Politiquement, il souhaite inciter le gouvernement de Gustavo Petro à créer des entités territoriales autochtones, à travers une loi organique d'aménagement du territoire. 
Il souhaite également inclure la reconnaissance d'un système de santé interculturel autochtone et la reconnaissance de l'éducation de la communauté indigène.